# سي جاي فير
سي جاي فير (بالإنجليزية: C. J. Fair)‏ مواليد 13 سبتمبر 1991 في بالتيمور، هو لاعب كرة سلة محترف أمريكي بدأ مسيرته الاحترافية في سنة 2015 ويحمل الرقم 11. يبلغ طوله 6 قدم 8 بوصة (2.0 م). يلعب في دوري الرابطة الوطنية لفئة التطوير. لعب كرة السلة الجامعية في جامعة سيراكيوز.

## روابط خارجية
- سي جاي فير على موقع سبورتس رفرنس (الإنجليزية)
- سي جاي فير على موقع كرة السلة الأوروبية.كوم (الإنجليزية)
- سي جاي فير على موقع كلية كرة السلة في سبورتس رفرنس.كوم (الإنجليزية)
- سي جاي فير على موقع ريلجم (الإنجليزية)
- سي جاي فير على موقع بروبوليرز (الإنجليزية)
- سي جاي فير على موقع سبورتس رفرنس (الإنجليزية)
- سي جاي فير على موقع سبورتس رفرنس (الإنجليزية)